# 專賣局臺中支局葉煙草再乾燥場
專賣局臺中支局葉煙草再乾燥場，後稱臺中菸葉廠或大里菸葉廠，為臺中市大里區的一處菸葉加工廠，建於1942年，在之後陸續擴改建，並持續作業至2017年底才停止生產。

## 歷史

### 營運時期
1941年8月，台中支局（今臺中酒廠，初設於今文化部文化資產園區）在大里庄籌建「專賣局臺中支局葉煙草再乾燥場」，負責處裡種植於臺中州（能高郡、新高郡除外）和新竹州大湖郡的菸葉，在1942年7月完工。並在之後陸續擴建；其在日治時期位於台中地區菸葉種植的核心地帶，並與位於台中市的專賣局臺中支局和大里庄的臺中煙草試驗場（今 臺中軟體園區）形成當時台中州菸葉生產與加工的產業中心。
1945年二戰後，專賣局臺中支局葉煙草再乾燥場改為公賣局台中菸葉場，並持續運作製2017年底。

### 工業文資保存
2016年部分廠區以「專賣局臺中支局葉煙草再乾燥場的部分廠區」被登錄為台中市歷史建築，2019年11月登陸範圍擴大為全區，歷史建築包含了康樂室、大禮堂、辦公室、鍋爐室及澡堂、複薰工場、7號8號9號桶菸倉庫、元製材工廠、原警員特勤室、1號2號倉庫、理髮室/洗衣室、青菸倉庫、外銷菸葉檢查場、修理室、5號6號桶材及桶菸倉庫、配電室。

### 廠區再利用
2021年1月15日，臺中市政府將5、6號桶材及桶菸倉庫再利用成立為「臺中市文化資產資材管理中心」，目前已陸續收集聯勤豐原甲型聯保修廠之木構桁架、臺灣府儒考棚的構件（柱珠、鬼瓦）、后里馬場早期使用的構件（避雷針、木棟札）、921震災資材木構件（精緻雕花、彩繪等）以及天外天劇場遺存構件，將值得再生利用的古蹟或歷史建築構件予以收存、再製。2022年8月22日，再將第9號倉庫轉型為「考古遺址出土遺物典存庫房」，未來將保存或研究在國立自然科學博物館、中央研究院、國立成功大學等由台中市有市定遺址7座、列冊遺址8處及出土文物157萬餘件，陸續移置回典存庫房。

## 影視
- 電影《返校》取景地[5]
- 戲劇《茶金》化肥廠取景地 (複薰工廠)